# Murray Goodman
Murray Goodman (* 6. Juli 1928 in New York City; † 1. Juni 2004 in Deutschland) war ein US-amerikanischer Chemiker (Peptidchemie).

## Leben
Goodman besuchte das Brooklyn College mit dem Bachelor-Abschluss 1949 und wurde 1952 an der University of California, Berkeley, in organischer Chemie bei Melvin Calvin promoviert. Als Post-Doktorand war er bis 1955 am Massachusetts Institute of Technology und 1955/56 als Fellow der American Cancer Society und des National Research Council an der Universität Cambridge. 1956 wurde er Assistant Professor und später Professor am Brooklyn Polytechnic Institute, und er war außerdem 1967 bis 1971 Direktor des Polymer Research Institute. 1971 wurde er Professor an der University of California, San Diego (UCSD), an der er 1976 bis 1981 der Chemie-Fakultät vorstand und 1972 bis 1974 Acting Provost des Revelle College war.
1994 war er Gastprofessor an der Hongkong University of Science and Technology und 1982 hatte er den Goldberg-Lehrstuhl in biomedizinischem Ingenieurwesen am Technion inne, 1980 bis 1986 war er im US-amerikanischen Komitee der International Union of Pure and Applied Chemistry und 1974 bis 1979 im Leitungskomitee für menschliche Reproduktion der WHO.
1963 wurde er Gründungsherausgeber von Biopolymers und des Journal of Peptide Science und er war Herausgeber des fünfbändigen Handbuchs Synthesis of Peptides and Peptidomimetics (Houben-Weyl Methods in Organic Chemistry, Volume E22). Von ihm stammen rund 500 wissenschaftliche Aufsätze als Autor oder Ko-Autor. Er betreute 85 Doktoranden und über 200 Post-Doktoranden und pflegte durch regelmäßige weltweite Reisen internationale Kontakte bis nach Japan und Indien.

## Werk
Anfangs befasste er sich mit Oligopeptiden als Modelle für die Ausbildung der Sekundärstruktur der Proteine, unter anderem bestimmte er die kritische Länge für die Bildung einer alpha-Helix bei verschiedenen Aminosäuren. Von ihm stammen grundlegende Untersuchungen über Razemisierung bei Kopplungsreaktionen und den Mechanismus der N-Carbonsäureanhydrid-Polymerisation (NCA-Polymerisation). Später befasste er sich mit biologisch wichtigen Peptiden und Polypeptiden. Er war ein Pionier auf dem Gebiet der Peptidmimetika und Retro-Inverso-Peptiden (mit entgegengesetzter Chiralität und umgekehrter Aminosäuresequenz). Seine Untersuchungen von Depsipeptiden lieferten grundlegende Einsichten über den Beitrag der Peptidbindung zur Sekundärstruktur und seine Arbeiten über Template-basierte Polypeptide führten zu stabilen Modellen  Kollagen-Modellen mit sehr kurzen Kettenlängen für die typischen Tripel-Helices. Er entwickelte Urethan-geschützte NCAs für Kopplungsreaktionen zur Synthese von Analog, die zum Beispiel bei der Synthese von Valaciclovir benutzt wurden, einem Virostatikum. Mit seinem Labor leistete er auch grundlegende Forschung für Süßstoffe aus Peptiden und entwickelte für Opioide und  G-Protein-gekoppelte Rezeptoren und ihrer Wechselwirkung mit Peptidhormonen.

## Ehrungen und Mitgliedschaften
Er war Ehrendoktor der City University of New York (1995) und der Universität Ioannina in Griechenland (1995). 1980 erhielt er die Scoffone Medaille der Universität Padua, 1986/87 den Humboldt-Forschungspreis, 1989 den R. Bruce Merrifield Award (damals noch Alan Pierce Award), 1991 die Max-Bergmann-Medaille, 1997 den Ralph F. Hirschmann Award in Peptide Chemistry und den Chemical Pioneer Award und 2000 den Herman F. Mark Division of Polymer Chemistry Award. Er war Fellow der American Association for the Advancement of Science. Ihm zu Ehren wurde an der UCSD eine Goodman-Professur in Chemie eingerichtet. Ein Preis der American Peptide Society (Murray Goodman Award) ist ihm zu Ehren benannt und ebenso der Murray Goodman Memorial Prize der Zeitschrift Biopolymers, vergeben ab 2007. 1999 wurde er auswärtiges Mitglied der Russischen Akademie der Wissenschaften.